# Troisième circonscription de la Nièvre
La troisième circonscription de la Nièvre est l'une des trois circonscriptions législatives que compte le département français de la Nièvre (58), situé en région Bourgogne-Franche-Comté (alors en région Bourgogne), de 1958 à 1986 et de 1988 à 2012.
À la suite du redécoupage électoral de 2010, la troisième circonscription de la Nièvre est supprimée lors des élections législatives de 2012. Depuis cette date, tous les cantons de cette circonscription ont intégré la « nouvelle » deuxième circonscription de la Nièvre.

## Description géographique et démographique

### De 1958 à 1986
Le département avait trois circonscriptions. La troisième circonscription de la Nièvre était composée de :
- canton de Brinon-sur-Beuvron
- canton de Château-Chinon
- canton de Châtillon-en-Bazois
- canton de Clamecy
- canton de Corbigny
- canton de Fours
- canton de Lormes
- canton de Luzy
- canton de Montsauche
- canton de Moulins-Engilbert
- canton de Tannay

Source : Journal officiel du 14-15 octobre 1958.

### De 1988 à 2012
La troisième circonscription de la Nièvre était délimitée par le découpage électoral de la loi n°86-1197 du 24 novembre 1986, elle regroupait alors les divisions administratives suivantes :
| - canton de Brinon-sur-Beuvron - canton de Château-Chinon (Ville) - canton de Châtillon-en-Bazois - canton de Clamecy - canton de Corbigny - canton de Decize - canton de Dornes |  |  | - canton de Fours - canton de Lormes - canton de Luzy - canton de Montsauche-les-Settons - canton de Moulins-Engilbert - canton de Saint-Saulge - canton de Tannay |

D'après le recensement général de la population en 1999, réalisé par l'Institut national de la statistique et des études économiques (INSEE), la population totale de cette circonscription était estimée à 66 876 habitants,.

## Historique des députations de 1958 à 2012
| Législature | Début de mandat | Fin de mandat  | Député              | Parti politique | Observations |
| ----------- | --------------- | -------------- | ------------------- | --------------- | --- |
| Ire         | 9 décembre 1958 | 9 octobre 1962 | Jehan Faulquier     | CNI             | Mandat écourté à la suite d'une dissolution parlementaire décidée par Charles de Gaulle.                                                                          |
| IIe         | 6 décembre 1962 | 2 avril 1967   | François Mitterrand | SFIO            | |
| IIIe        | 3 avril 1967    | 30 mai 1968    | François Mitterrand | CIR             | Mandat écourté à la suite d'une dissolution parlementaire décidée par Charles de Gaulle.                                                                          |
| IVe         | 11 juillet 1968 | 1er avril 1973 | François Mitterrand | CIR             | |
| Ve          | 2 avril 1973    | 2 avril 1978   | François Mitterrand | PS              | |
| VIe         | 3 avril 1978    | 22 mai 1981    | François Mitterrand | PS              | Mandat écourté à la suite d'une dissolution parlementaire décidée par François Mitterrand.                                                                        |
| VIIe        | 2 juillet 1981  | 1er avril 1986 | Bernard Bardin      | PS              | Maire de Clamecy |
| VIIIe       | 2 avril 1986    | 14 mai 1988    | Bernard Bardin      | PS              | Proportionnelle par département, pas de député par circonscription. Mandat écourté à la suite d'une dissolution parlementaire décidée par François Mitterrand.    |
| IXe         | 23 juin 1988    | 1er avril 1993 | Bernard Bardin      | PS              | |
| Xe          | 2 avril 1993    | 21 avril 1997  | Simone Rignault,    | RPR,            | Mandat écourté à la suite d'une dissolution parlementaire décidée par Jacques Chirac.                                                                             |
| XIe         | 12 juin 1997    | 18 juin 2002   | Christian Paul,     | PS,             | Maire de Lormes Démissionne le 30 septembre 2000 car nommé secrétaire d'État à l'Outre-mer dans le gouvernement Jospin Remplacé par son suppléant François Perrot |
| XIIe        | 19 juin 2002    | 19 juin 2007   | Christian Paul,     | PS,             | Adjoint au maire de Lormes 1er vice-président du Conseil régional de Bourgogne à partir de 2004                                                                   |
| XIIIe       | 20 juin 2007    | 19 juin 2012   | Christian Paul      | PS              | Adjoint au maire de Lormes 1er vice-Président du Conseil régional de Bourgogne                                                                                    |

## Historique des élections

### Avant le redécoupage de 1986

#### Élections de 1958
| Candidat       | Candidat            | Parti          | Premier tour | Premier tour | Second tour | Second tour |  |
| Candidat       | Candidat            | Parti          | Voix         | %            | Voix        | %           |  |
| -------------- | ------------------- | -------------- | ------------ | ------------ | ----------- | ----------- |  |
|                | Jehan Faulquier élu | CNIP           | 12 930       | 36,27        | 15 318      | 40,28       |  |
|                | Daniel Benoist      | SFIO           | 8 774        | 24,61        | 10 489      | 27,58       |  |
|                | François Mitterrand | UFD            | 7 768        | 21,79        | 12 219      | 32,13       |  |
|                | Raymond Bussière    | PCF            | 6 178        | 17,33        | Retrait     | Retrait     |  |
|                |                     |                |              |              |             |             |  |
| Inscrits       | Inscrits            | Inscrits       | 49 851       | 100,00       | 49 852      | 100,00      |  |
| Abstentions    | Abstentions         | Abstentions    | 13 462       | 27           | 11 051      | 22,17       |  |
| Votants        | Votants             | Votants        | 36 389       | 73           | 38 801      | 77,83       |  |
| Blancs et nuls | Blancs et nuls      | Blancs et nuls | 739          | 2,03         | 775         | 2           |  |
| Exprimés       | Exprimés            | Exprimés       | 35 650       | 97,97        | 38 026      | 98          |  |

Le suppléant de Jehan Faulquier était Léon Perrin, maire de Fours.

#### Élections de 1962
| Candidat       | Candidat                | Parti          | Premier tour | Premier tour | Second tour | Second tour |  |
| Candidat       | Candidat                | Parti          | Voix         | %            | Voix        | %           |  |
| -------------- | ----------------------- | -------------- | ------------ | ------------ | ----------- | ----------- |  |
|                | François Mitterrand élu | UDSR           | 10 385       | 32,72        | 21 705      | 67,38       |  |
|                | Daniel Benoist          | SFIO           | 7 068        | 22,27        | Retrait     | Retrait     |  |
|                | Jacques Tailleur        | UNR-UDT        | 5 800        | 18,27        | 10 510      | 32,62       |  |
|                | Auguste Lambert         | PCF            | 5 007        | 15,78        | Retrait     | Retrait     |  |
|                | Jehan Faulquier sortant | CNIP           | 3 480        | 10,96        | Retrait     | Retrait     |  |
|                |                         |                |              |              |             |             |  |
| Inscrits       | Inscrits                | Inscrits       | 47 716       | 100,00       | 47 716      | 100,00      |  |
| Abstentions    | Abstentions             | Abstentions    | 15 284       | 32,03        | 14 061      | 29,47       |  |
| Votants        | Votants                 | Votants        | 32 432       | 67,97        | 33 655      | 70,53       |  |
| Blancs et nuls | Blancs et nuls          | Blancs et nuls | 692          | 2,13         | 1 440       | 4,28        |  |
| Exprimés       | Exprimés                | Exprimés       | 31 740       | 97,87        | 32 215      | 95,72       |  |

Le suppléant de François Mitterrand était le Docteur Pierre Barbier, chirurgien, conseiller général, maire de Clamecy.

#### Élections de 1967
|                  | François Mitterrand sortant réélu | CIR (FGDS)     | 20 394 | 56,27  |  |  |  |
|                  | Jacques Mercier                   | UD-Ve          | 12 009 | 33,13  |  |  |  |
|                  | Pierre Guyollot                   | PCF            | 3 840  | 10,60  |  |  |  |
|                  |                                   |                |        |        |  |  |  |
| Inscrits         | Inscrits                          | Inscrits       | 44 350 | 100,00 |  |  |  |
| Abstentions      | Abstentions                       | Abstentions    | 7 132  | 16,08  |  |  |  |
| Votants          | Votants                           | Votants        | 37 218 | 83,92  |  |  |  |
| Blancs et nuls   | Blancs et nuls                    | Blancs et nuls | 975    | 2,62   |  |  |  |
| Exprimés         | Exprimés                          | Exprimés       | 36 243 | 97,38  |  |  |  |
| Source : CEVIPOF |                                   |                |        |        |  |  |  |

Le suppléant de François Mitterrand était Pierre Saury, conseiller technique.

#### Élections de 1968
| Candidat                            | Candidat                          | Parti          | Premier tour | Premier tour | Second tour | Second tour |  |
| Candidat                            | Candidat                          | Parti          | Voix         | %            | Voix        | %           |  |
| ----------------------------------- | --------------------------------- | -------------- | ------------ | ------------ | ----------- | ----------- |  |
|                                     | Jean-Claude Servan-Schreiber      | UDR (URP)      | 15 795       | 43,95        | 17 329      | 46,17       |  |
|                                     | François Mitterrand sortant réélu | CIR (FGDS)     | 15 791       | 43,94        | 20 207      | 53,83       |  |
|                                     | Pierre Guyollot                   | PCF            | 4 354        | 12,11        |             |             |  |
|                                     |                                   |                |              |              |             |             |  |
| Inscrits                            | Inscrits                          | Inscrits       | 45 273       | 100,00       | 45 273      | 100,00      |  |
| Abstentions                         | Abstentions                       | Abstentions    | 8 367        | 18,48        | 7 106       | 15,7        |  |
| Votants                             | Votants                           | Votants        | 36 906       | 81,52        | 38 167      | 84,3        |  |
| Blancs et nuls                      | Blancs et nuls                    | Blancs et nuls | 966          | 2,62         | 631         | 1,65        |  |
| Exprimés                            | Exprimés                          | Exprimés       | 35 940       | 97,38        | 37 536      | 98,35       |  |
| Source : Données du CDSP et CEVIPOF |                                   |                |              |              |             |             |  |

Le suppléant de François Mitterrand était Pierre Saury.

#### Élections de 1973
| Candidat                            | Candidat                          | Parti          | Premier tour | Premier tour | Second tour | Second tour |  |
| Candidat                            | Candidat                          | Parti          | Voix         | %            | Voix        | %           |  |
| ----------------------------------- | --------------------------------- | -------------- | ------------ | ------------ | ----------- | ----------- |  |
|                                     | François Mitterrand sortant réélu | PS (UGSD)      | 17 058       | 47,52        | 22 278      | 62,41       |  |
|                                     | Michel Vannereau                  | UDR (URP)      | 9 060        | 25,24        | 13 418      | 37,59       |  |
|                                     | Charles Gauthé                    | Rad (MR)       | 5 025        | 14,00        | Retrait     | Retrait     |  |
|                                     | Laurent Combier                   | PCF            | 4 751        | 13,24        | Retrait     | Retrait     |  |
|                                     |                                   |                |              |              |             |             |  |
| Inscrits                            | Inscrits                          | Inscrits       | 45 693       | 100,00       | 45 693      | 100,00      |  |
| Abstentions                         | Abstentions                       | Abstentions    | 8 933        | 19,55        | 8 993       | 19,68       |  |
| Votants                             | Votants                           | Votants        | 36 760       | 80,45        | 36 700      | 80,32       |  |
| Blancs et nuls                      | Blancs et nuls                    | Blancs et nuls | 866          | 2,36         | 1 004       | 2,74        |  |
| Exprimés                            | Exprimés                          | Exprimés       | 35 894       | 97,64        | 35 696      | 97,26       |  |
| Source : Données du CDSP et CEVIPOF |                                   |                |              |              |             |             |  |

Le suppléant de François Mitterrand était Pierre Saury.

#### Élections de 1978
| Candidat                                                       | Candidat                          | Parti                      | Premier tour | Premier tour | Second tour | Second tour |  |
| Candidat                                                       | Candidat                          | Parti                      | Voix         | %            | Voix        | %           |  |
| -------------------------------------------------------------- | --------------------------------- | -------------------------- | ------------ | ------------ | ----------- | ----------- |  |
|                                                                | François Mitterrand sortant réélu | PS                         | 17 544       | 44,70        | 24 158      | 60,21       |  |
|                                                                | Jean-Michel Basset                | UDF (CDS)                  | 12 276       | 31,28        | 15 964      | 39,79       |  |
|                                                                | Cèdre Cadena                      | PCF                        | 6 113        | 15,58        | Retrait     | Retrait     |  |
|                                                                | Marcel Vannereau                  | Divers droite (Maj. prés.) | 2 140        | 5,45         |             |             |  |
|                                                                | Stefan Szotowski                  | LO                         | 699          | 1,78         |             |             |  |
|                                                                | Mme Claude Guillaume              | Extrême droite             | 475          | 1,21         |             |             |  |
|                                                                |                                   |                            |              |              |             |             |  |
| Inscrits                                                       | Inscrits                          | Inscrits                   | 48 741       | 100,00       | 48 739      | 100,00      |  |
| Abstentions                                                    | Abstentions                       | Abstentions                | 8 690        | 17,83        | 7 800       | 16          |  |
| Votants                                                        | Votants                           | Votants                    | 40 051       | 82,17        | 40 939      | 84          |  |
| Blancs et nuls                                                 | Blancs et nuls                    | Blancs et nuls             | 804          | 2,01         | 817         | 2           |  |
| Exprimés                                                       | Exprimés                          | Exprimés                   | 39 247       | 97,99        | 40 122      | 98          |  |
| Source : Données du CDSP et Sud Ouest du 21 mars 1978, page 10 |                                   |                            |              |              |             |             |  |

Le suppléant de François Mitterrand était Bernard Bardin, conseiller général, maire de Clamecy.

#### Élections de 1981
|                       | Bernard Bardin élu | PS                        | 18 743 | 54,61  |  |  |  |
|                       | Grégoire Direz     | RPR (UNM)                 | 7 409  | 21,59  |  |  |  |
|                       | Cèdre Cadena       | PCF                       | 4 477  | 13,04  |  |  |  |
|                       | Marcel Vannereau   | Divers droite (Gaulliste) | 3 220  | 9,38   |  |  |  |
|                       | Bruno Guyard       | Divers droite             | 473    | 1,38   |  |  |  |
|                       |                    |                           |        |        |  |  |  |
| Inscrits              | Inscrits           | Inscrits                  | 48 367 | 100,00 |  |  |  |
| Abstentions           | Abstentions        | Abstentions               | 13 504 | 27,92  |  |  |  |
| Votants               | Votants            | Votants                   | 34 863 | 72,08  |  |  |  |
| Blancs et nuls        | Blancs et nuls     | Blancs et nuls            | 541    | 1,55   |  |  |  |
| Exprimés              | Exprimés           | Exprimés                  | 34 322 | 98,45  |  |  |  |
| Source : Data.gouv.fr |                    |                           |        |        |  |  |  |

Le suppléant de Bernard Bardin était Joseph Lambert, conseiller général, maire de Moulins-Engilbert.

### Depuis le redécoupage de 1986

#### Élections de 1988
|                | Bernard Bardin élu | PS             | 22 684 | 55,23  |  |  |  |
|                | Simone Rignault    | RPR (URC)      | 12 032 | 29,29  |  |  |  |
|                | Cèdre Cadena       | PCF            | 4 003  | 9,75   |  |  |  |
|                | Henri Jardin       | FN             | 2 355  | 5,73   |  |  |  |
|                |                    |                |        |        |  |  |  |
| Inscrits       | Inscrits           | Inscrits       | 60 088 | 100,00 |  |  |  |
| Abstentions    | Abstentions        | Abstentions    | 18 240 | 30,36  |  |  |  |
| Votants        | Votants            | Votants        | 41 848 | 69,64  |  |  |  |
| Blancs et nuls | Blancs et nuls     | Blancs et nuls | 774    | 1,85   |  |  |  |
| Exprimés       | Exprimés           | Exprimés       | 41 074 | 98,15  |  |  |  |

Le suppléant de Bernard Bardin était Joseph Lambert.

#### Élections de 1993
| Candidat       | Candidat                  | Parti          | Premier tour | Premier tour | Second tour | Second tour |  |
| Candidat       | Candidat                  | Parti          | Voix         | %            | Voix        | %           |  |
| -------------- | ------------------------- | -------------- | ------------ | ------------ | ----------- | ----------- |  |
|                | Simone Rignault élue      | RPR (UPF)      | 14 310       | 37,81        | 20 239      | 50,15       |  |
|                | Bernard Bardin sortant    | PS (ADFP)      | 12 169       | 32,16        | 20 120      | 49,85       |  |
|                | Cèdre Cadena              | PCF            | 3 995        | 10,56        |             |             |  |
|                | Régis de La Croix-Vaubois | FN             | 3 271        | 8,64         |             |             |  |
|                | Jean-Luc Donadoni         | Les Verts (EÉ) | 1 860        | 4,92         |             |             |  |
|                | Jean-Marc Olivier         | LT-LNÉ         | 1 032        | 2,73         |             |             |  |
|                | Dominique Croenne         | CPNT           | 807          | 2,13         |             |             |  |
|                | Jehan Huck                | Divers         | 399          | 1,05         |             |             |  |
|                |                           |                |              |              |             |             |  |
| Inscrits       | Inscrits                  | Inscrits       | 58 275       | 100,00       | 58 269      | 100,00      |  |
| Abstentions    | Abstentions               | Abstentions    | 17 972       | 30,84        | 15 373      | 26,38       |  |
| Votants        | Votants                   | Votants        | 40 303       | 69,16        | 42 896      | 73,62       |  |
| Blancs et nuls | Blancs et nuls            | Blancs et nuls | 2 460        | 6,1          | 2 537       | 5,91        |  |
| Exprimés       | Exprimés                  | Exprimés       | 37 843       | 93,9         | 40 359      | 94,09       |  |

Le suppléant de Simone Rignault était Pierre Dekeister, conseiller municipal de Clamecy.

#### Élections de 1997
| Candidat       | Candidat                  | Parti          | Premier tour | Premier tour | Second tour | Second tour |  |
| Candidat       | Candidat                  | Parti          | Voix         | %            | Voix        | %           |  |
| -------------- | ------------------------- | -------------- | ------------ | ------------ | ----------- | ----------- |  |
|                | Christian Paul élu        | PS             | 14 691       | 38,33        | 23 204      | 57,03       |  |
|                | Simone Rignault sortante  | RPR            | 13 033       | 34           | 17 481      | 42,97       |  |
|                | Cèdre Cadena              | PCF            | 5 350        | 13,96        |             |             |  |
|                | Régis de La Croix-Vaubois | FN             | 4 121        | 10,75        |             |             |  |
|                | Olivier de Geffrier       | CNIP (LDI)     | 1 135        | 2,96         |             |             |  |
|                |                           |                |              |              |             |             |  |
| Inscrits       | Inscrits                  | Inscrits       | 56 125       | 100,00       | 56 118      | 100,00      |  |
| Abstentions    | Abstentions               | Abstentions    | 15 596       | 27,79        | 13 318      | 23,73       |  |
| Votants        | Votants                   | Votants        | 40 529       | 72,21        | 42 800      | 76,27       |  |
| Blancs et nuls | Blancs et nuls            | Blancs et nuls | 2 199        | 5,43         | 2 115       | 4,94        |  |
| Exprimés       | Exprimés                  | Exprimés       | 38 330       | 94,57        | 40 685      | 95,06       |  |

Le suppléant de Christian Paul était François Perrot, ingénieur à Imphy S.A., maire de Decize, conseiller général du canton de Decize.

#### Élections de 2002
| Candidat       | Candidat                     | Parti            | Premier tour | Premier tour | Second tour | Second tour |  |
| Candidat       | Candidat                     | Parti            | Voix         | %            | Voix        | %           |  |
| -------------- | ---------------------------- | ---------------- | ------------ | ------------ | ----------- | ----------- |  |
|                | Christian Paul sortant réélu | PS               | 15 343       | 42,93        | 19 359      | 56,58       |  |
|                | Brigitte Freytag             | UMP              | 11 171       | 31,26        | 14 854      | 43,42       |  |
|                | Gaston Martin                | FN               | 4 028        | 11,27        |             |             |  |
|                | Cèdre Cadena                 | PCF              | 1 641        | 4,59         |             |             |  |
|                | Bernadette Orphelin          | Les Verts        | 869          | 2,43         |             |             |  |
|                | René Pesson                  | CPNT             | 606          | 1,7          |             |             |  |
|                | Nathalie Moquet              | Extrême droite   | 495          | 1,39         |             |             |  |
|                | Franck Truchon               | LO               | 490          | 1,37         |             |             |  |
|                | Fabienne Smith               | LCR              | 475          | 1,33         |             |             |  |
|                | Claudine Hermann             | MNR              | 286          | 0,8          |             |             |  |
|                | Marthe Eit                   | Pôle républicain | 237          | 0,66         |             |             |  |
|                | Frédéric Marceau             | Divers           | 99           | 0,28         |             |             |  |
|                |                              |                  |              |              |             |             |  |
| Inscrits       | Inscrits                     | Inscrits         | 55 367       | 100,00       | 55 348      | 100,00      |  |
| Abstentions    | Abstentions                  | Abstentions      | 18 724       | 33,82        | 19 645      | 35,49       |  |
| Votants        | Votants                      | Votants          | 36 643       | 66,18        | 35 703      | 64,51       |  |
| Blancs et nuls | Blancs et nuls               | Blancs et nuls   | 903          | 2,46         | 1 490       | 4,17        |  |
| Exprimés       | Exprimés                     | Exprimés         | 35 740       | 97,54        | 34 213      | 95,83       |  |

Le suppléant de Christian Paul était François Perrot.

#### Élections de 2007
| Candidat       | Candidat                     | Parti          | Premier tour | Premier tour | Second tour | Second tour |  |
| Candidat       | Candidat                     | Parti          | Voix         | %            | Voix        | %           |  |
| -------------- | ---------------------------- | -------------- | ------------ | ------------ | ----------- | ----------- |  |
|                | Christian Paul sortant réélu | PS             | 15 055       | 44,5         | 19 655      | 57,46       |  |
|                | Brigitte Freytag             | UMP            | 11 686       | 34,54        | 14 549      | 42,54       |  |
|                | Marcel Stéphan               | FN             | 1 640        | 4,85         |             |             |  |
|                | Martine Garnier-Lorette      | UDF–MoDem      | 1 467        | 4,34         |             |             |  |
|                | Jean-Marc Soisson            | PCF            | 1 162        | 3,43         |             |             |  |
|                | Bernadette Orphelin          | Les Verts      | 960          | 2,84         |             |             |  |
|                | Henriette Frébault           | MPF            | 646          | 1,91         |             |             |  |
|                | Alissa El Ayeb               | LCR            | 574          | 1,7          |             |             |  |
|                | Denis Segonds                | LO             | 466          | 1,38         |             |             |  |
|                | Étienne Somazzi              | MNR            | 175          | 0,52         |             |             |  |
|                | Sébastien Gleynat            | Divers         | 0            | 0            |             |             |  |
|                |                              |                |              |              |             |             |  |
| Inscrits       | Inscrits                     | Inscrits       | 53 505       | 100,00       | 53 501      | 100,00      |  |
| Abstentions    | Abstentions                  | Abstentions    | 19 001       | 35,51        | 18 305      | 34,21       |  |
| Votants        | Votants                      | Votants        | 34 504       | 64,49        | 35 196      | 65,79       |  |
| Blancs et nuls | Blancs et nuls               | Blancs et nuls | 673          | 1,95         | 992         | 2,82        |  |
| Exprimés       | Exprimés                     | Exprimés       | 33 831       | 98,05        | 34 204      | 97,18       |  |

#### Département de la Nièvre
- La fiche de l'INSEE de cette circonscription : « Tableaux et Analyses de la troisième circonscription de la Nièvre », sur insee.fr, site de l'Institut national de la statistique et des études économiques (consulté le 10 juin 2007) [PDF]

- « Tous les députés du département de la Nièvre depuis 1789 », sur assemblee-nationale.fr, site de l'Assemblée nationale française (consulté le 10 juin 2007)

- « Informations contentieuses sur le département de la Nièvre (Élections législatives de 2002) »(Archive.org • Wikiwix • Archive.is • Google • Que faire ?), sur conseil-constitutionnel.fr, site du Conseil constitutionnel (consulté le 13 juin 2007)

#### Circonscriptions en France
- « Carte des circonscriptions législatives en France », sur assemblee-nationale.fr, site de l'Assemblée nationale française (consulté le 10 juin 2007)

- « Résultats électoraux officiels en France »(Archive.org • Wikiwix • Archive.is • Google • Que faire ?), sur interieur.gouv.fr, site du ministère de l'Intérieur (France) (consulté le 13 juin 2007)

- Description et Atlas des circonscriptions électorales de France sur http://www.atlaspol.com, Atlaspol, site de cartographie géopolitique, consulté le 13 juin 2007.